# حسي
الحسي هو المنسوب إلى الحس، فهو عند المتكلمين ما يدرك بالحس الظاهر. وعند الحكماء ما يدرك بالحس الظاهر أو الباطن.
ويسمى محسوسا أيضا. ويقابل العقلي.